# Оханча (кантон)
Оханча (исп. Hojancha) — кантон в провинции Гуанакасте Коста-Рики.

## География
Находится на юге провинции. Имеет выход к тихоокеанскому побережью на юге. Административный центр — Оханча.

## Округа
Кантон разделён на 4 округа:
1. Оханча
2. Монте-Ромо
3. Пуэрто-Каррильо
4. Уакас